# Dexter: Resurrection
Pour les articles homonymes, voir Dexter.
Dexter : Les Origines
Dexter: Resurrection une série télévisée américaine créée par Clyde Philips et diffusée depuis le 13 juillet 2025 sur Showtime.
Elle fait suite à la série télévisée originale Dexter (2006-2013) et Dexter: New Blood (2021-2022). La série explore le sort de Dexter Morgan, le personnage créé par Jeff Lindsay, après les événements de la série originale et New Blood.
En France, elle sera diffusée à partir du 21 août 2025 sur Canal+.

## Synopsis
Quelques semaines après s'être fait tirer dessus par son fils Harrison et les événements à Iron Lake, Dexter Morgan, qui a été emmené à l'hôpital est sauvé in extremis par les médecinset se réveille après être resté dans le coma.

## Distribution

### Acteurs principaux
Sauf indication contraire, les informations mentionnées dans cette section peuvent être confirmées par la base de données cinématographiques IMDb,  présente dans la section « Liens externes ».
- Michael C. Hall (VF : Patrick Mancini) : Dexter « Dex » Morgan
- Uma Thurman : Charley
- Jack Alcott (en) (VF : Arthur Raynal) : Harrison Morgan
- David Zayas (VF : Enrique Carballido) : Angel Batista
- Ntare Guma Mbaho Mwine : Blessing Kamara
- Kadia Saraf : l'inspecteur Claudette Wallace
- Dominic Fumusa : l'inspecteur Melvin Oliva
- James Remar (VF : Patrice Baudrier) : Harrison « Harry » Morgan
- Peter Dinklage : Leon Prater
- David Dastmalchian : Gareth

### Acteurs récurrents
- JillMarie Lawrence : Constance, la femme de Blessing
- Reese Antoinette : Joy, la fille de Blessing et Constance
- David Magidoff : Teddy Reed, le Shérif d'Iron Lake
- Krysten Ritter : Mia LaPierre / Lady Vengeance
- Steve Schirripa : Vinny, le propriétaire d'Elsa
- Eric Stonestreet : Al / Rapunzel
- David Dastmalchian : Gareth, l'un des tueurs de Gémeaux que Dexter rencontre au dîner de Prater / le frère jumeau de Gareth

### Acteurs invités
- John Lithgow (VF : Jean-Jacques Moreau) : Arthur Mitchell / Le Tueur de la Trinité
- Erik King (VF : Patrick Bonnel) : James Doakes
- Jimmy Smits (VF : Lionel Tua) : Miguel Prado
- Marc Menchaca : Ronald « Red » Schmidt / le Passager Noir
- Max von Essen (en) : Keith / le Clubber de Canton
- C. S. Lee (VF : Pierre Val) : Vincent « Vince » Masuka
- Desmond Harrington (VF : Stéphane Fourreau) : Joseph « Joey » Quinn
- Neil Patrick Harris : Lowell / le Collectionneur de Tatouages
- Lesley Stahl : elle-même

## Production

### Développement
L'annonce de la construction de trois nouvelles séries mettant en scène Dexter Morgan est faite en 2023. Parmi elles, une série préquelle intitulée Dexter: Original Sin, une saison 2 de Dexter: New Blood et une série dédiée aux premières années du Trinity Killer,. Toutefois, le développement de ces séries est ralenti par la grève des scénaristes et des acteurs.

### Attribution des rôles
Lors de la Comic-Con de San Diego le 26 juillet 2024, il est annoncé que Michael C. Hall et James Remar reprendront leurs rôles respectifs de Dexter et Harry Morgan.
Selon le site The Cinemaholic, David Zayas reprend son rôle d'Angel Batista.
Le 9 janvier 2025, la production officialise le retour de Jack Alcott dans le rôle de Harrison Morgan.
Le 22 janvier 2025, le site HuffPost annonce l'arrivée d'Uma Thurman dans le rôle de Charley, la responsable de sécurité du milliardaire Leon Prater.
En février 2025, la production officialise l'arrivée de Peter Dinklage dans le rôle de Leon Prater, ainsi que Ntare Mwine, Dominic Fumusa, Kadia Saraf, Emilia Suárez, Marc Menchaca et Reese Antoinette sont annoncés pour rejoindre la distribution de la série,,.
En mars 2025, Neil Patrick Harris, Krysten Ritter et David Dastmalchian, rejoignent à leur tour le casting dans un rôle récurrent, tandis qu'Eric Stonestreet rejoint la distribution dans un rôle majeur. John Lithgow a déclaré qu'il reprendrait son rôle d'Arthur Mitchell, alias le Tueur de la Trinité, présent dans la saison 4 de Dexter, où il fera une brève apparition. Ce sera également le cas de Jimmy Smits, qui reprendra brièvement son rôle de Miguel Prado, déjà présent dans la saison 3 de Dexter.

### Tournage
Le tournage débute en janvier 2025, à New York.

### Fiche technique
- Titre original : Dexter: Resurrection
- Création : Clyde Philips et Scott Reynolds, d'après l'œuvre de Jeff Lindsay
- Production déléguée : Michael C. Hall, Clyde Philips, Scott Reynolds et Tony Hernandez
- Sociétés de production : Showtime Networks et Clyde Philips Productions
- Sociétés de distribution : Showtime Networks
- Pays de production :  États-Unis
- Langue originale : anglais
- Genre : policier, thriller, drame
- Durée : 43–58 minutes